# Peter Wichelhausen

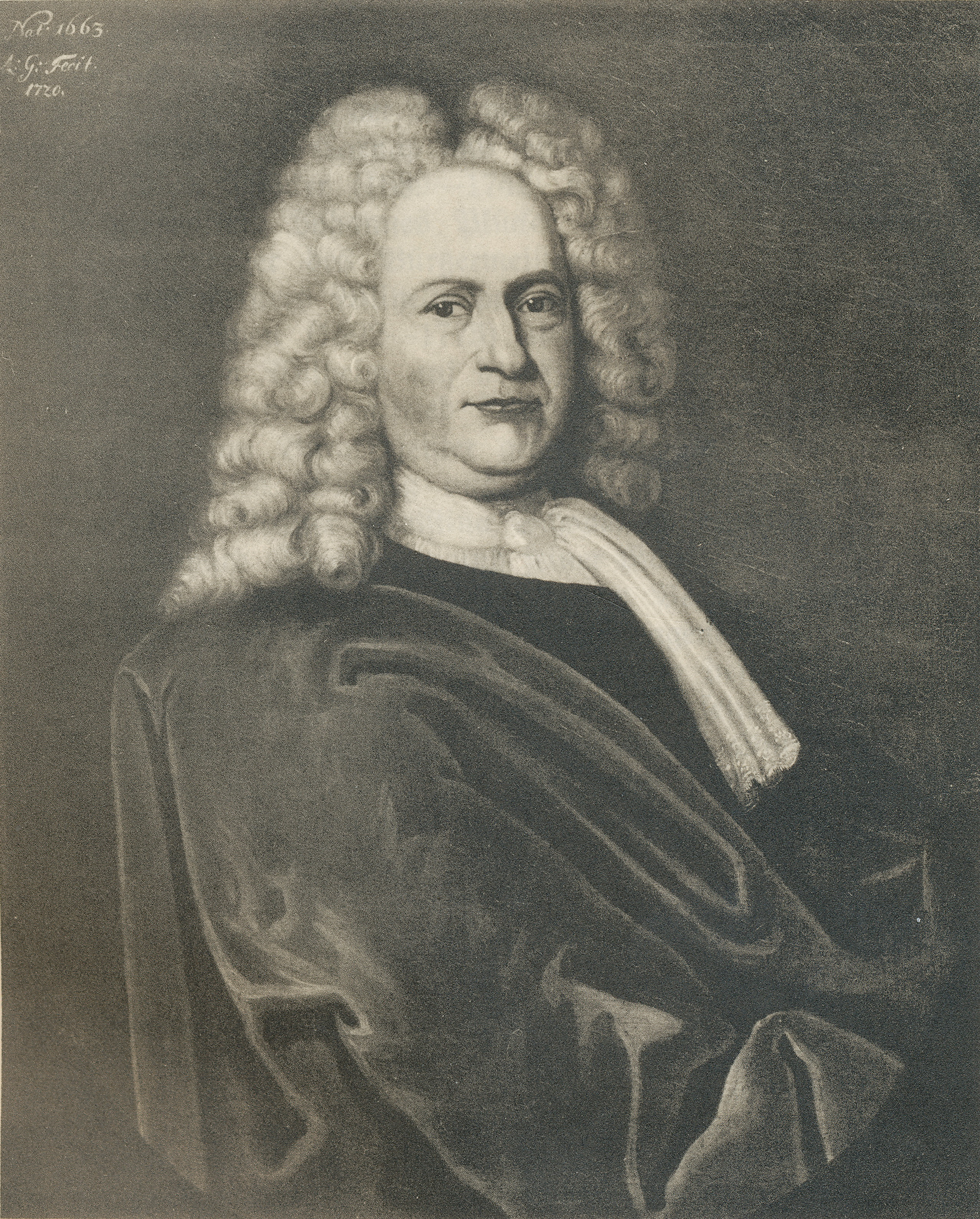
Peter Wichelhausen

Peter Wichelhausen (* 1663 in Elberfeld; † 1727 ebenda) war Bürgermeister von Elberfeld.
Wichelhausen wurde als Sohn von Peter Wichelhausen (1629–1703) und Ursula Ossenbeck (1634–1679) geboren. Am Neujahrstag 1664 wurde er getauft. Der Sohn eines Winkelkrämers wurde ein erfolgreicher Kaufmann und sowohl 1702, als auch 1705 Gemeinsmann der Stadt. Von 1707 bis 1710, sowie wiederum 1719, 1720, 1723 und 1726 war er Ratsmitglied. Bei der Bürgermeisterwahl 1717 wurde er erstmals zum Bürgermeister gewählt und war 1718 somit Stadtrichter. Bei der Wahl 1724 wurde er ein zweites Mal zum Bürgermeister gewählt; im Jahr darauf nochmal Stadtrichter.
Wichelhausen heiratete am 4. April 1688 die aus Duisburg stammende Helena Mühlenkamp (1666–1718) und hatte mit ihr fünf Kinder, von denen zwei sehr jung starben.
Wichelhausen starb 1727 und wurde am 19. Juli beerdigt.